# Kanton Conflans-Sainte-Honorine
Kanton Conflans-Sainte-Honorine is een kanton in Frankrijk. Het kanton maakt deel uit van het arrondissement Saint-Germain-en-Laye. Het kanton Conflans-Sainte-Honorine omvatte tot 2014 alleen de gemeente Conflans-Sainte-Honorine, maar daar kwamen door de herindeling van de kantons bij decreet van 21 februari 2014, met uitwerking op 22 maart 2015, de drie gemeenten die tot dan het kanton Andrésy vormden bij. Het telt nu vier gemeenten:
1. Conflans-Sainte-Honorine, kantoor kieskring
2. Andrésy
3. Chanteloup-les-Vignes
4. Maurecourt

Het heeft een oppervlakte en 23,79 km² en telde 63.678 inwoners in 2019, dat is een dichtheid van 2.677 inwoners/km².